# Дервіш Хіма
Дервіш Хіма (алб. Dervish Hima; нар. 1872, Охрид — пом. 13 квітня 1928, Тирана) — албанський журналіст і активіст за незалежність.
Він походив з родини албанських землевласників. Він навчався у школах Монастіра і Салонік. Протягом двох років він вивчав медицину у Стамбулі, але не закінчив навчання. Під час навчання він був прихильником молодотурків і приєднався до діяльності албанського національного руху.
Бувши противником панування Османської імперії на територіях Албанії, підтримував радикальні маніфести, що закликали до національного повстання проти османів. Коли він повернувся з поїздки у Західну Європу до Шкодера, він був заарештований османською владою і вирушив до в'язниці. Вийшовши з в'язниці, він вирушив до Бухареста, де брав активну участь в албанській діаспорі. Хіма редагував журнал Pavarësia e Shqipërisë (Незалежність Албанії), який друкувався албанською, французькою та румунською мовами. У 1899 році він був змушений покинути Румунію. Він вирушив до Рима, де разом з Мехді-бей Фрашері видавав журнал Zën'i Shqipënisë (Голос Албанії). У 1903 році він переїхав до Женеви, де був видавцем французькомовного журналу L'Albanie.
У 1909 році Хіма був у Стамбулі, де разом з Хіла Мосі видавав двомовний тижневик Shqipëtari-Arnavud, який рік потому був заборонений османською владою.
У 1912 році він став одним з підписантів Декларації незалежності Албанії. У 1913 році він взяв участь в охридсько-дебарському повстанні, що вибухнуло у західній Македонії (Kryengritje së Ohrit dhe Dibrës). У 1917 році австро-угорська влада призначила його шкільним інспектором у районі Тирани. У 1920 році він очолив албанське агентство новин.
На його честь названо одну з вулиць Скоп'є.